# 奇吉林西克
47°50′55″N 32°12′6″E / 47.84861°N 32.20167°E
奇吉林西克（烏克蘭語：Чигиринське），是烏克蘭中部的村莊，隸屬基洛夫格勒州的克羅皮夫尼茨基區。該村面積0.1平方公里，海拔高度97米，2001年人口45，人口密度每平方公里473.7人。